# Diospyros minutiflora
Diospyros minutiflora là một loài thực vật có hoa trong họ Thị. Loài này được Bakh. mô tả khoa học đầu tiên năm 1933.